# APPROACH
「APPROACH」（アプローチ）は、1989年6月1日にリリースされたDREAMS COME TRUEの2ndシングル。

## 概要
- DREAMS COME TRUEのデビューアルバム『DREAMS COME TRUE』よりリカットされた作品。
- ジャケットは表面は3人がとある遊園地の一角で並んで元気良さそうに走っている姿、裏面は歌詞と共にディズニーのミッキーマウスに似せている蝶ネクタイを付けたネズミのイラストが掲載されている。

## 収録曲
全曲 作詞・作曲：吉田美和、編曲：中村正人
1. APPROACH
  - ぴあMap'89 & ぴあMap文庫'89キャンペーン・キャラクター ／キャンペーン・ソング
2. 週に1度の恋人
  - 2016年7月7日に発売された裏ベストアルバム『DREAMS COME TRUE THE ウラBEST! 私だけのドリカム』には、ボーカルを再録し直したバージョンが収録される。

## 収録アルバム
APPROACH
- DREAMS COME TRUE(1989年3月21日)
- BEST OF DREAMS COME TRUE(1997年10月1日、非公式アルバム)

週に1度の恋人
- DREAMS COME TRUE(1989年3月21日)
- DREAMS COME TRUE THE ウラBEST! 私だけのドリカム(2016年7月7日、ボーカルを再録)